# Rathaus (Kray)

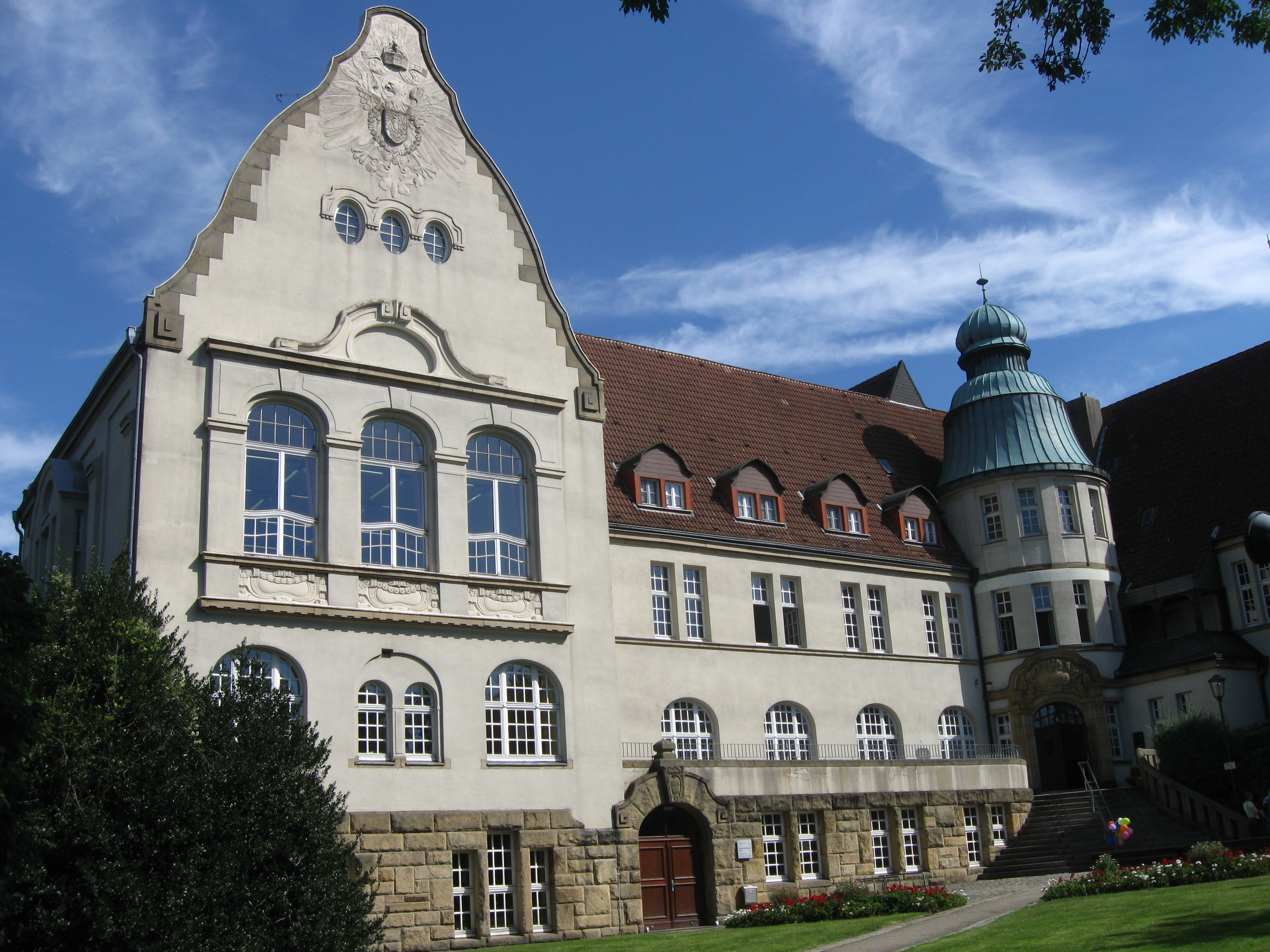
Das Krayer Rathaus

Das Krayer Rathaus war Sitz des Bürgermeisters und der Verwaltung der 1906 gegründeten Bürgermeisterei Kray-Leithe. Das repräsentative Gebäude wurde 1908 fertiggestellt. Seine Funktion verlor es 1929, als die Stadt Kray zur Stadt Essen eingemeindet wurde. Heute sind hier unter anderem Außenstellen der Essener Stadtverwaltung untergebracht.

## Geschichte

### Bürgermeisterei Kray-Leithe
Am 1. Oktober 1906 entstand die neue Bürgermeisterei Kray-Leithe aus der Bürgermeisterei Stoppenberg, die auf Verfügung des Regierungspräsidenten geteilt wurde. Der erste Antrag auf Eigenständigkeit Krays wurde 1901 gestellt. Zu dieser Zeit galt Kray als eine der reichsten Gemeinden Preußens. Dazu trugen unter anderem die 1857 in Betrieb gegangene Zeche Bonifacius, der 1873 eröffnete Bahnhof Kray Nord sowie der 1896 folgende Bahnhof Kray Süd, das 1877 errichtete Postamt Kray und Teile der 1898 in Leithe abgeteuften Zeche Centrum bei. Um die Bedeutung Krays widerzuspiegeln entwarf man ein großes, repräsentatives Rathaus. 1909 wurde im Rathausgebäude die Königliche Polizeidienststelle Kray eingerichtet.
Bis zur Eingemeindung zur Stadt Essen am 1. August 1929 war das Krayer Rathaus als solches in Nutzung.

### Das Gebäude

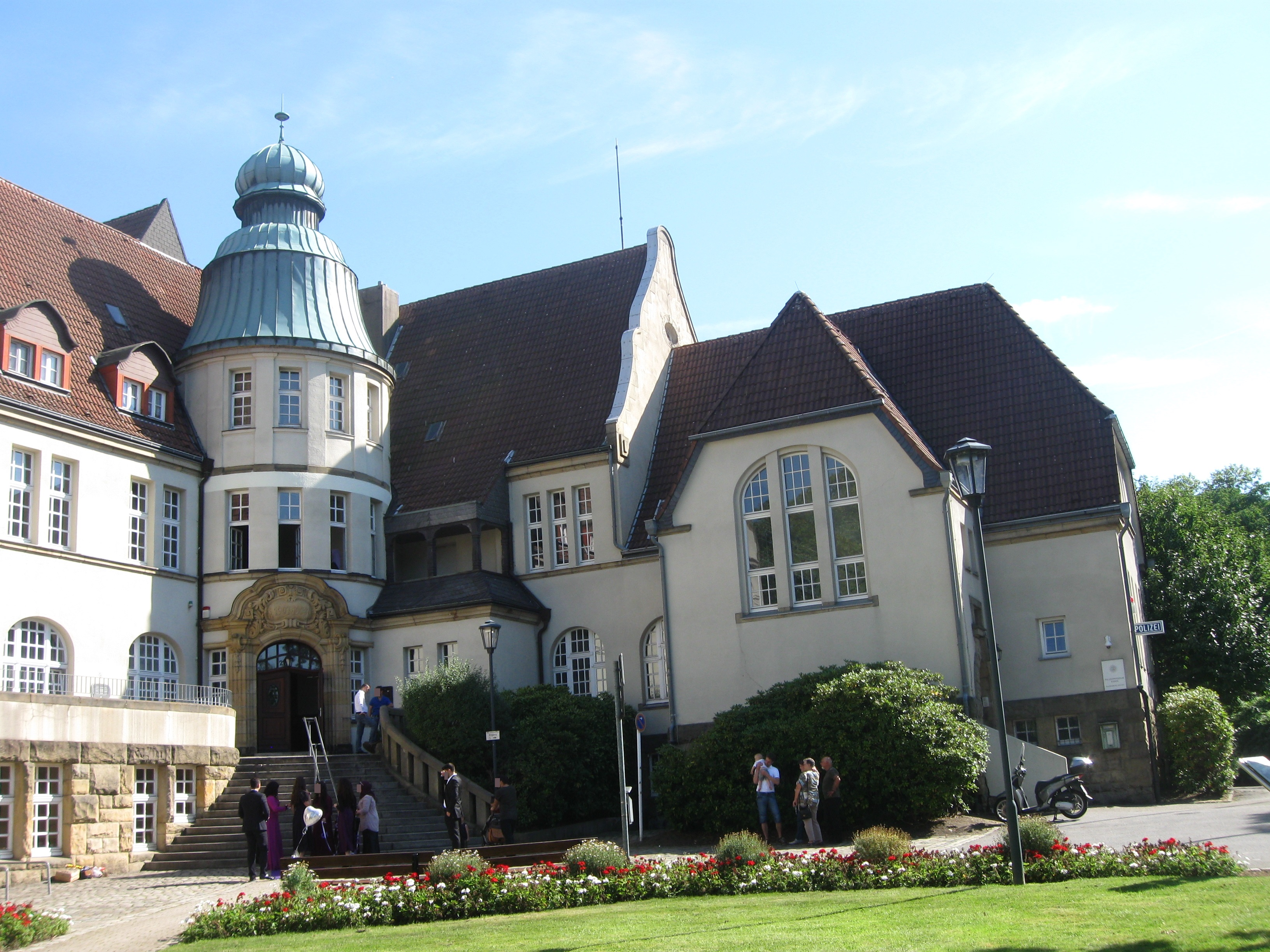
Turm mit Freitreppe und Portal, im rechten Flügel die Polizeidienststelle

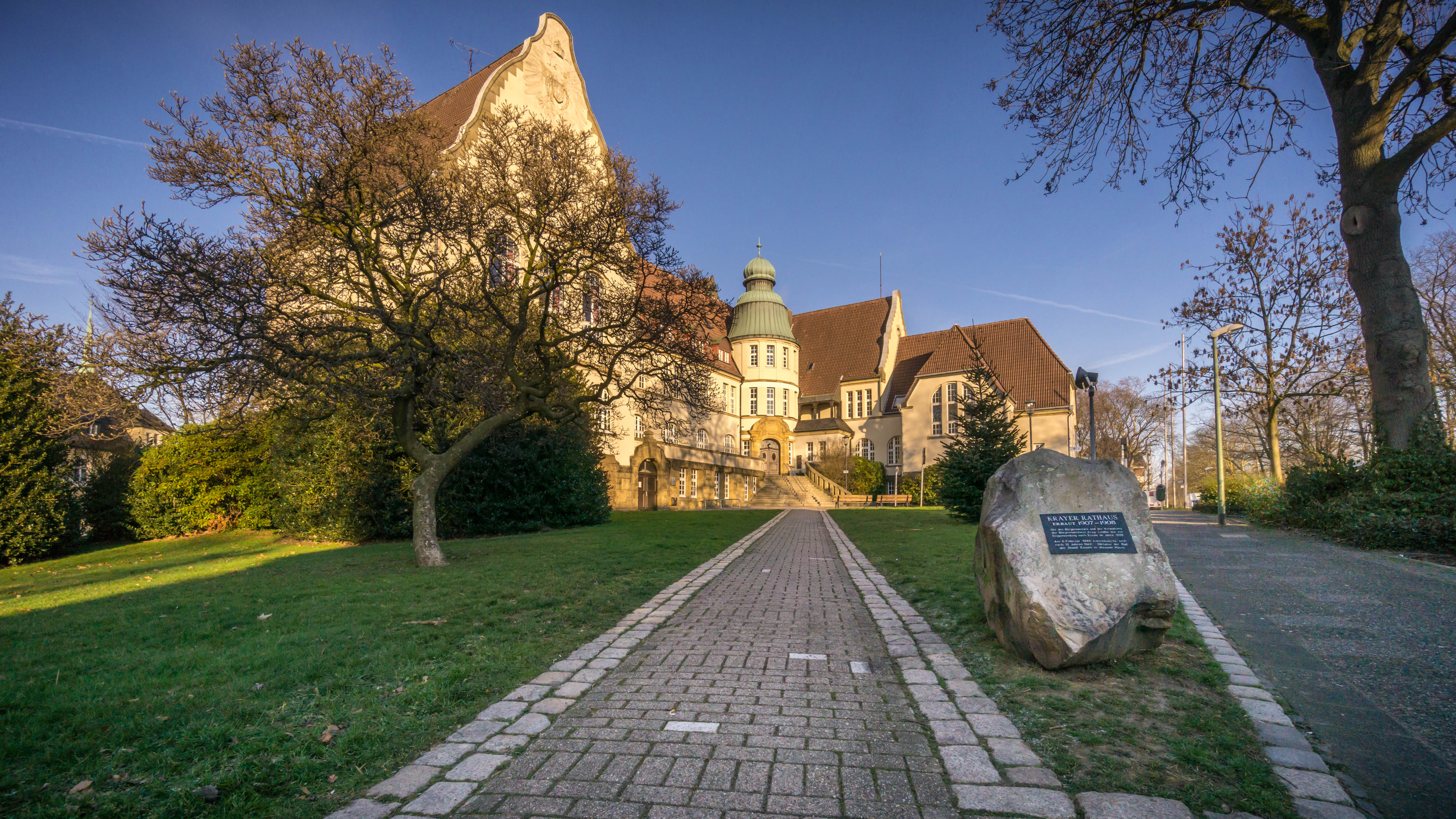
Krayer Rathaus

Das Krayer Rathaus gehört zu den zehn besterhaltenen Jugendstil-Verwaltungsbauten in Deutschland und kann als repräsentatives Beispiel für den Behördenbaustil der späten Kaiserzeit gelten. Der zweigeschossige und zweiflügelige Putzbau wird durch einen ursprünglich schiefergedeckten Turm mit glockenartiger Haube sowie den hohen, im oberen Winkel vom überdimensionalen Relief eines Reichsadlers des Deutschen Kaiserreichs geschmückten Giebel des Saalbaus im linken Gebäudeflügel dominiert. In einem bleiverglasten Fenster wurde das Wappen der Bürgermeisterei Kray-Leithe eingelassen. Im Turm befindet sich der über eine Freitreppe erreichbare Haupteingang. Den Vorplatz bildet eine parkähnliche Grünanlage.
Der Entwurf des Verwaltungsgebäudes wurde in einem Architekturwettbewerb unter 89 Vorschlägen ausgewählt. Der Bau wurde in den Jahren 1907 und 1908 unter Leitung des Architekten Otto Mecke aus Metz errichtet. Die Grundsteinlegung fand am 3. Juli 1907 statt. Am 1. Oktober 1908 wurde das neue Krayer Rathaus an der Osterfeldstraße, die heute den Namen Kamblickweg trägt, unter Bürgermeister Ludwig Kohlen und den Beigeordneten August Schulte-Ising und Wilhelm Beckmann eröffnet.
Seit 1985 steht das Krayer Rathaus samt Außenanlagen unter Denkmalschutz. 1989 wurde auch das zur gleichen Zeit in ähnlichem Stil gegenüber dem Rathaus erbaute Bürgermeisterhaus unter Denkmalschutz gestellt.

### Nach dem Zweiten Weltkrieg
Wegen schwerer Kriegsschäden am neugotischen Essener Rathaus musste die konstituierende Sitzung der Stadtverordnetenversammlung nach dem Zweiten Weltkrieg am 6. Februar 1946 im unversehrten Krayer Rathaus abgehalten werden. Im Sitzungssaal des Krayer Rathauses versammelten sich sechs Frauen und 54 Männer, die von der Besatzungsmacht ernannt worden waren.
Nach bereits erfolgtem Wiederaufbau des alten Essener Rathauses wurde dieses 1964 dann doch abgerissen. In der Zeit von 1964 bis 1979, also bis zur Eröffnung des heutigen Essener Rathauses am Porscheplatz, hatte die Stadt Essen 15 Jahre lang kein entsprechendes Gebäude. Übergangsweise wurde das alte Rathaus der ehemals selbstständigen Stadt Kray genutzt.

## Zustand und Nutzung heute

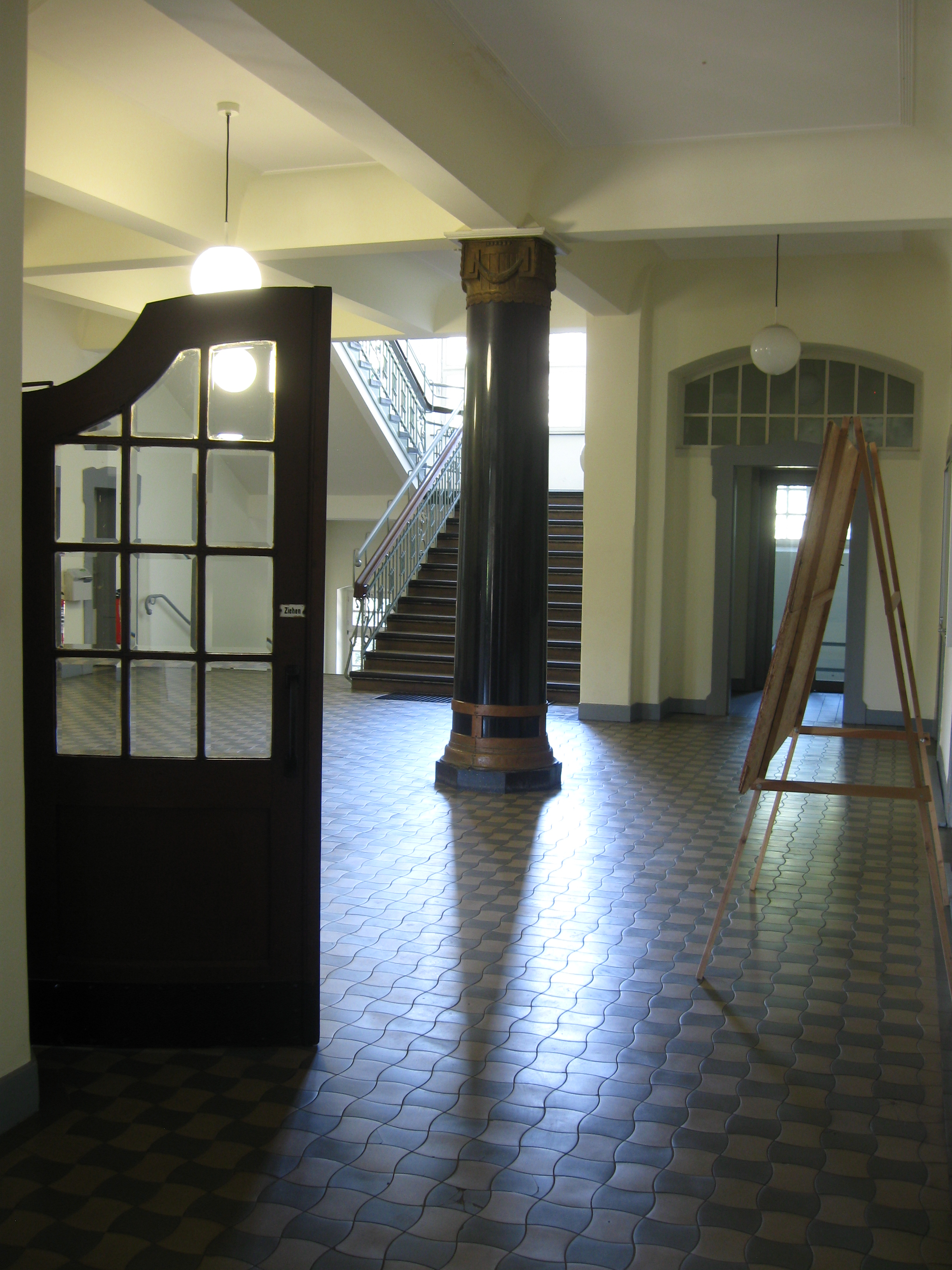
Eingangsbereich im Erdgeschoss

Das Krayer Rathaus hat keine Kriegsschäden erlitten, weshalb die originalen Fenster und Türen noch weitgehend erhalten sind. Auch im Innern sind unter anderem noch Fliesen im Jugendstildekor, schmiedeeiserne Treppengeländer, geschnitzte Wandvertäfelungen sowie originale Möbel im ehemaligen Amtszimmer des Bürgermeisters vorhanden.
Heute ist im Krayer Rathaus die Polizeiwache Süd-Ost sowie seit 1997 eine Außenstelle des Essener Standesamtes untergebracht, das mehrmals monatlich Eheschließungen in dem historischen Gebäude durchführt. Da als Trauzimmer der Sitzungssaal des Rathauses genutzt wird, ist die Lokalität auch für große Gesellschaften geeignet.
Der Ratssaal, in dem auch die Sitzungen der Bezirksvertretung VII abgehalten werden, wurde 2004 renoviert. Außerdem sind in dem Gebäude eine Stadtteilbücherei, eine Außenstelle des Jugendamtes Essen und das Rechtsamt für Vertriebene und Spätaussiedler untergebracht.